# فيوليت براون
فيوليت براون (بالإنجليزية: Violet Brown)‏ (مواليد 10 مارس 1900 في تريلاوني في جامايكا - 15 سبتمبر 2017)، هي أكبر معمرة في العالم وصاحبة لقب عميدة البشرية مُنذ وفاة صاحبة اللقب إيما مورانو في 15 أبريل 2017. حسب مجموعة أبحاث في علم الشيخوخة في 2014 فقد تم التحقق من تاريخ ميلادها وهو العاشر من مارس عام 1900. كانت فويلت براون آخر من تبقى من مواليد القرن التاسع عشر (1801-1900) إلى جانب المعمرة اليابانية نابي تاجيما، قبل وفاتها يوم 15 سبتمبر 2017.

## الحياة المبكرة
ولدت فيوليت موس في العاشر من مارس عام 1900 في جامايكا، خلال فترة الاستعمار البريطاني. والدها، جون موس، كان يعمل في مصنع للسكر وكان يُعتبر من السكان الأصليين للجزيرة. نشأت فيوليت وسط أسرة تتألف من أربعة إخوة، مما جعلها جزءًا من مجتمع صغير في تلك الحقبة.

## سر عمرها
في مقابلة أجرتها براون في أبريل 2017 مع صحيفة "جامايكا أوبزرفر"، ذكرت أنها كانت في حالة صحية أفضل من أطفالها الخمسة المتبقيين ولم تعانِ من أي أمراض. وعندما سُئلت عن أسرار طول عمرها، أكدت براون أنه لا توجد صيغة سحرية لذلك. في حديثها مع صحيفة "جامايكا جلينر"، أوضحت أنها تتناول كل أنواع الطعام تقريبًا، باستثناء لحم الخنزير والدجاج، كما أنها لا تشرب الروم أو المشروبات الكحولية الأخرى. وأضافت أن تناولها لثلاث بيضات يوميًا، اثنتان منها نيئتان، كان له تأثير إيجابي على صحتها.
تُعتبر براون أكبر شخص جامايكي تم التحقق من عمره على الإطلاق وأول معمرة فائقة العمر يتم التحقق منها من جامايكا. وقد اختلفت التقارير حول تاريخ ميلادها، حيث قيل إنه كان في الرابع من مارس، العاشر من مارس، أو الخامس عشر من مارس عام 1900.
وُلدت براون في جامايكا خلال فترة الاستعمار البريطاني، وكانت آخر رعية معروفة للملكة فيكتوريا.

## زواجها واطفالها
تزوجت براون من أغسطس جاينور براون، وأنجبت منه ابنتها الوحيدة. في المجمل، أنجبت براون ستة أطفال، أربعة منهم كانوا لا يزالون على قيد الحياة عند وفاتها في عام 2017. ابنها الأكبر، هارلاند فيرويزر، توفي في 19 أبريل 2017 عن عمر يناهز 97 عامًا وأربعة أيام. ويُعتقد أنه كان أكبر شخص في العالم لديه والد أو والدة على قيد الحياة.

## وفاتها
توفيت براون في 15 سبتمبر 2017 في مستشفى بمدينة مونتيغو باي، في مقاطعة سانت جيمس، عن عمر يناهز 117 عامًا، وذلك بعد أن تم تشخيص حالتها بالجفاف واضطراب في ضربات القلب قبل أسبوع من وفاتها. بعد وفاتها، أصبحت نابي تاجيما أكبر شخص حي في العالم وآخر شخص على قيد الحياة وُلد في القرن التاسع عشر.